# František Hanus

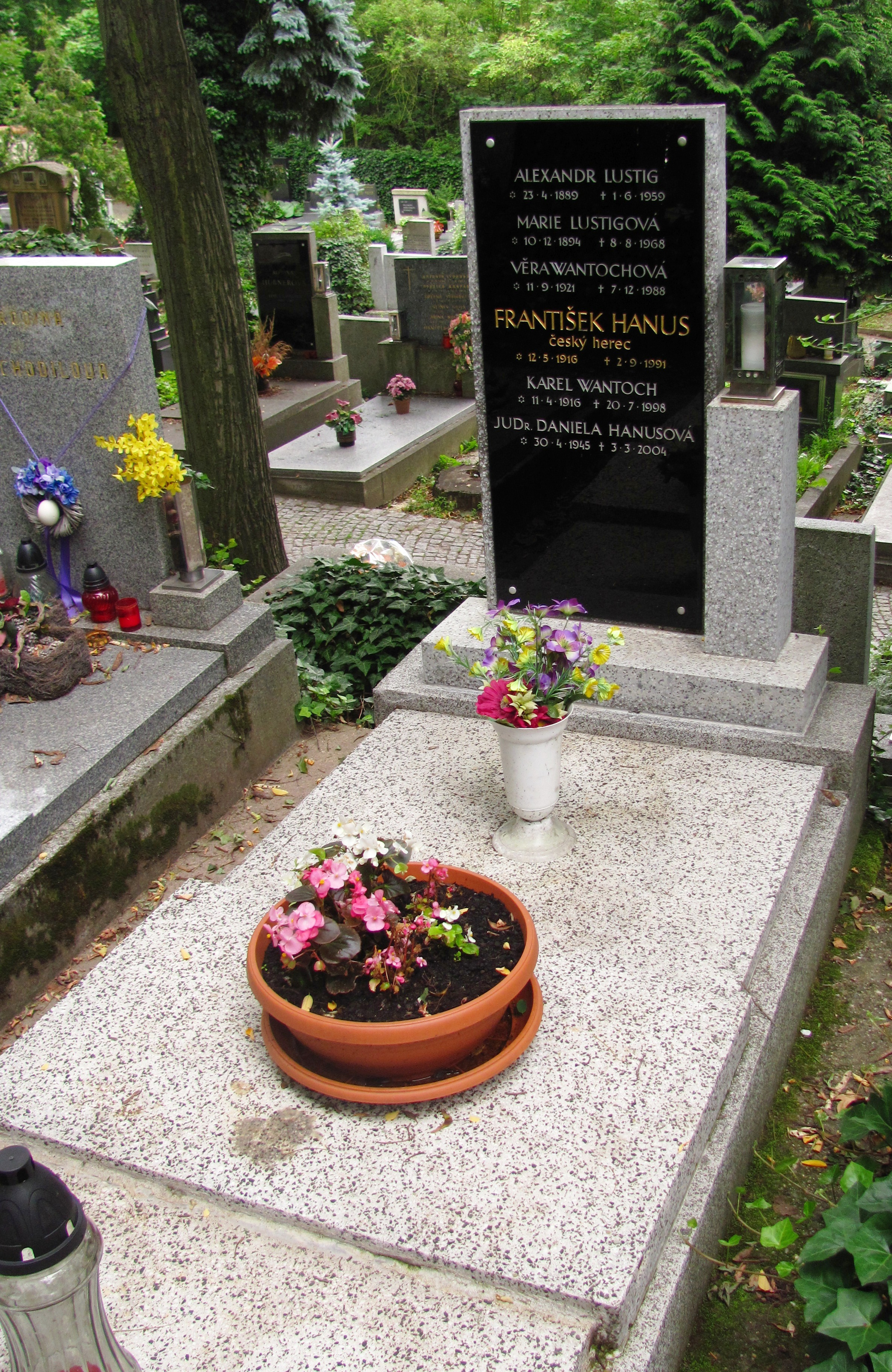
Hrob na Šáreckém hřbitově v Praze

František Hanus (12. května 1916 Valašské Meziříčí – 2. září 1991 Praha) byl český herec a divadelní režisér, dlouholetý člen Divadla na Vinohradech. František Hanus byl 2x ženatý. S první manželkou Marií měl 2 syny Františka Hanuse a Petra Hanuse. S druhou ženou Danielou měl 2 dcery, Janu, kterou přijal za svou v batolecím věku a dceru Barboru.

## Život
Pocházel z Valašska a v souladu s místní tradicí toužil být lidovým řezbářem. V mládí si přivydělával jako dělník na pile, uvažoval o studiu lékařství či přírodních věd. Díky svým umělecky založeným rodičům od dětství rád tančil a zpíval, což nakonec způsobilo, že se po maturitě na gymnáziu dal na uměleckou dráhu. Po absolutoriu studia herectví na pražské konzervatoři v roce 1941 vystřídal postupně řadu menších scén, včetně Divadla Anny Sedláčkové a oblastních divadel až nakonec v roce 1952 natrvalo zakotvil ve Vinohradském divadle v Praze, kde setrval až do své smrti.
V mladším věku hrál často role energických budovatelsky naladěných mladíků plných mladistvého elánu a optimismu, později se přehrál do rolí usedlejších otců rodin, úředníků apod. Jeho první filmový debut se dostavil hned po absolutoriu školy v roce 1941 ve snímku Pražský flamendr. Těsně po válce exceloval v poeticky laděném českém filmu Řeka čaruje režiséra Václava Kršky. Obě tyto role mu zajistily velkou popularitu a obecnou známost, která mu vydržela po celý jeho život.
Jednalo se o poměrně oblíbeného a ve 40. letech často obsazovaného filmového herce, který navíc často a rád účinkoval i v Československém rozhlase, uměl dobře zpívat a hrát na kytaru a nebál se propagoval valašský lidový folklór. V 50. letech a 60. letech hrál spíše drobnější epizodní role, větší televizní role se dostavily až ve zralém věku s příchodem televizního vysílání.
V roce 1972 byl jmenován zasloužilým umělcem.

## Divadelní role, výběr
- 1952 Samed Vurgun: Východ slunce, role: Azizbekov, Divadlo čs. armády, režie Jan Škoda
- 1970 Vladislav Vančura: Josefína, Profesor Vydra, Vinohradské divadlo, režie Jan Fišer

## Filmografie (výběr)

### Film
- Třetí princ (1982), kovář
- Ten svetr si nesvlíkej (1980), Ruda
- Za trnkovým keřem (1980), vedoucí polesí
- Na pytlácké stezce (1979), polesný
- Pan Vok odchází (1979), Bejkovec
- Kronika žhavého léta (1973), Trnec
- Smrt černého krále (1971), továrník Berger starší
- Dáma na kolejích (1960), ředitel
- Byl jednou jeden král (1954), pláteník
- Pyšná princezna (1952), uhlíř
- Poslední mohykán (1947), Ing. Bečvář

### Televize
- 1968 Hříšní lidé města pražského (TV seriál) 4.díl: Otisky prstů (4/13) - role: nadporučík v Liberci
- 1971 Klícka (TV filmová komedie) - role: Karel Kučera
- 1974 30 případů majora Zemana (TV seriál) - role: vrchní strážmistr Vydra
- 1975 Tři muži se žralokem (TV komedie) - role: vachmajstr
- 1975 Nebezpečí smyku (TV seriál) – role: učitel
- 1978 Ve znamení Merkura (TV seriál)
- 1980 Arabela (TV pohádkový seriál)
- 1982 Malý pitaval z velkého města (TV seriál) - role: ředitel školy profesor Havránek
- 1991 Dobrodružství kriminalistiky (TV seriál) - role: smírčí soudce Averil

### Dabing
- 1964 Old Shatterhand - role: šerif Brandon (Nikola Popovic)
- 1967 Vinnetou – Poslední výstřel - role: Brown (Dragomir Felba)
- 1967 Senzační prázdniny - role: námořník v bistru (Jean Falloux)
- 1967 Fanfán Tulipán - role: Franchise (Nerio Bernardi)
- 1973 Tři mušketýři - role: de Treville (Georges Wilson)